# Dos abordajes
Dos abordajes (en italiano: La crociera della Tuonante) es una novela de aventuras del escritor italiano Emilio Salgari. Fue publicada en 1910.

## Trama
La saga de sir William MacLellan, Mary de Wentworth y el marqués de Halifax continúa. Los protagonistas vivirán numerosas aventuras con el único objetivo de rescatar a la prometida del baronet y capturar, vivo o muerto, al marqués. Para lograrlo, sir William contará con la ayuda de sus fieles compañeros «Cabeza de Piedra», «Petifoque» y el resto de los marineros del *Fury*.
A lo largo de la obra, sir William y sus hombres se enfrentarán a múltiples peligros y obstáculos para liberar a su amada de las garras del marqués de Halifax.
- Datos: Q3821964